# 毛克忠
毛克忠，浙江奉化县人，生于上海，是中华圣公会江苏教区最后一任主教。

## 生平
毛克忠曾任圣公会南京圣保罗堂牧师。抗战时期，苏州圣公会桃坞中学在上海南京路慈淑大楼复校，毛克忠任校长。1946年祝圣为副主教。1947年，圣公会中央神学院在上海圣约翰大学复校，毛克忠任董事长。1950年，罗培德主教退休回国，毛克忠继任为江苏教区第七任主教，也是首任华人主教。
1950年代，毛克忠参与三自运动，在《天风》上发表一些批判文章，如《控诉美帝国主义分子前任圣公会江苏主教罗培德》（1951年8月25日）、《國慶日的感想》（1953.10.19）、《胡風事件對基督徒的教訓》（1955.7.11）、《圣餐用酒和帝国主义的经济侵略》（1959.4.26）。1956年和1979年，毛克忠均当选为上海市基督教三自爱国委员副主席。
1988年，毛克忠参与了在上海沐恩堂举行的祝圣孙彦理、沈以藩为主教的按手仪式。

## 家庭
- 妻是沈嗣信牧师长女沈郇英。沈嗣信是英国圣公会在华首任主教沈載琛的长子。